# Nun Monkton
Nun Monkton – wieś w Anglii, w hrabstwie North Yorkshire, w dystrykcie (unitary authority) North Yorkshire. Leży 12 km na północny zachód od miasta York i 288 km na północ od Londynu. Miejscowość liczy 250 mieszkańców.